# 拉热讷夫赖
拉热讷夫赖（法語：La Genevraye，法語發音：[la ʒənvʁɛ] ⓘ）是法国塞纳-马恩省的一个市镇，属于枫丹白露区。

## 地理
拉热讷夫赖（48°19'14"N, 2°44'47"E）面积13.16 平方千米，位于法国法蘭西島大區塞纳-马恩省，该省份为法国北部内陆省份，北起瓦兹省，西接埃松省、马恩河谷省、塞纳-圣但尼省和瓦兹河谷省，南至卢瓦雷省，东南接约讷省，东临马恩省和奥布省，东北接埃纳省。
与拉热讷夫赖接壤的市镇（或旧市镇、城区）包括：农维尔、维勒梅尔、布龙-马尔洛特、卢万河畔格雷、蒙库尔-弗罗蒙维尔、卢万河畔蒙蒂尼、莫雷-卢万和奥尔瓦讷。

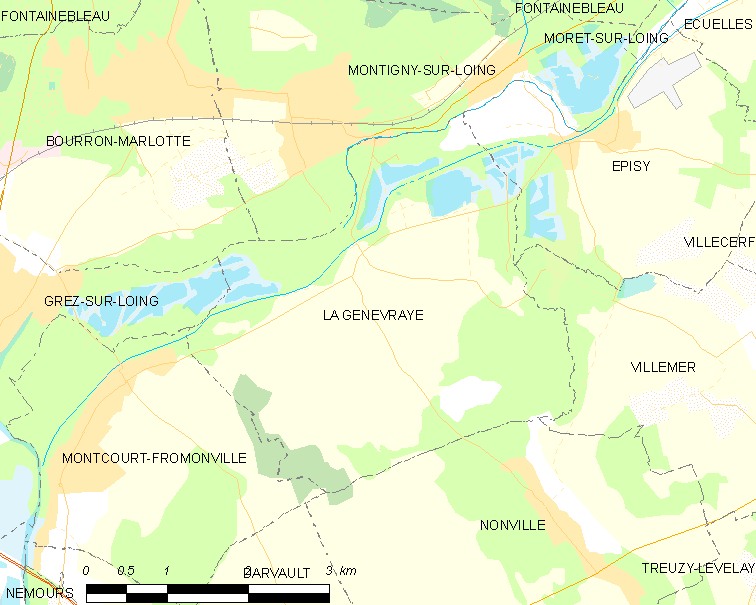
拉热讷夫赖的OSM定位图

拉热讷夫赖的时区为UTC+01:00、UTC+02:00（夏令时）。

## 行政
拉热讷夫赖的邮政编码为77690，INSEE市镇编码为77202。

## 政治
拉热讷夫赖所属的省级选区为讷穆尔县。

## 人口

1962-2008年间拉热讷夫赖人口变化图示

拉热讷夫赖于2022年1月1日时的人口数量为827人。